# Diban (nahija)
Nahija Diban je nahija u okrugu Mayadin, u sirijskoj pokrajini Deir ez-Zor. Po popisu iz 2004. (prije rata), nahija je imala 65.079 stanovnika. Administrativno sjedište je u naselju Diban.